# The Immigrant
The Immigrant er en amerikansk stumfilm fra 1915 af George Melford.

## Medvirkende
- Valeska Suratt som Masha.
- Thomas Meighan som David Harding.
- Jane Wolfe som Olga.
- Hal Clements som John.
- Ernest Joy.